# Оливье, Габриэль Раймон Франсуа
Габриэль Раймон Франсуа Оливье (фр. Gabriel-Raymond-Jean-de-Dieu François d’Olivier; 1753 — 30 ноября 1823) — французский юрист, преподаватель, научный писатель.
Родился в Карпентре в семье чиновника местного высшего суда. В период монархии преподавал в звании профессора право в университете Авиньона, с 1790 года участвовал в революционных событиях: в частности, с 1791 года был депутатом ассамблеи, с 1800 года членом суда в Ниме. Скончался в Мальмор-дю-Контав департаменте Воклюз.
Главные научные труды: «Principes du droit civil romain» (Париж, 1776), «Doctrinae juris civilis analysis philosophica» (Рим, 1777), «Essai sur la dernière révolution de l’ordre civil en France» (1780), «Essai sur la vertu ou Abrégé de la morale propre à tous les citoyens», где он настаивал на независимости морали от религии (1783), «De la réforme des lois civiles» (Париж, 1786), «Essai sur la conciliation des coutumes françaises» (Париж, 1787), «L’Esprit d’Orphée ou de l’influence respective de la musique, de la morale et de la législation» (Париж, 1798—1804), «Observations sur le code Napoléon» (1807).